# Kaloyan Nunatak
Kaloyan Nunatak är en bergstopp i Antarktis. Den ligger i Sydshetlandsöarna. Argentina, Chile och Storbritannien gör anspråk på området. Toppen på Kaloyan Nunatak är 39 meter över havet.
Terrängen runt Kaloyan Nunatak är varierad. Havet är nära Kaloyan Nunatak åt nordost. Trakten är glest befolkad. Närmaste befolkade plats är Captain Arturo Prat base, 16,7 kilometer nordost om Kaloyan Nunatak. 